# Saint-Cyr-de-Valorges
Saint-Cyr-de-Valorges è un comune francese di 358 abitanti situato nel dipartimento della Loira della regione dell'Alvernia-Rodano-Alpi.

## Società

### Evoluzione demografica
Abitanti censiti